# Kisebbségi kormány
A politikában kisebbségi kormány megjelöléssel illetik a parlamenti demokráciák azon kormányzatait, ahol a kormánypárti képviselők a törvényhozásban (Magyarországon az Országgyűlésben) nincsenek abszolút többségben, vagyis nem érik el a parlamenti mandátumok 50%-a plusz 1 szavazatot. A kisebbségi kormányoknak fokozott erőfeszítéseket kell tenniük az állam működésének fenntartásához szükséges parlamenti többség megszerzése, biztosítása érdekében. Kisebbségi kormányok sajátos politikai feltételek teljesülése mellett, általában átmeneti jelenségként működnek. 

## A kisebbségi kormányok létrejöttének feltételei
A demokráciákban a parlamenti pártokat a párt manifesztumában kitűzött célok megvalósítása, illetve a közhatalom kormányzati tisztségek révén történő birtoklása motiválja. A kisebbségi kormányok működésének különlegessége abban rejlik, hogy fennmaradásukat olyan szereplők szavatolják, akik nem élvezik a kormányzati szerepvállalás előnyeit. 
A kisebbségi kormányok idején a hagyományos kormánypárt-ellenzék felosztás helyett a parlament pártjai három csoportra oszthatók:
- A kormánypártok kormánytagokat delegálnak és támogatják a kormányt.
- A politológia által tolerálók néven említett pártok nem delegálnak kormánytagokat, de szavazataikkal támogatják a kormány munkáját.
- Az ellenzék pártjai mindkét téren távolságot tartanak a kormánytól.

A kormány létrejöttéhez több feltétel egyidejű teljesülése szükséges.
Pártstruktúra oldaláról:
- A parlamenti rendszer nem lehet kétpárti. Ha egy kétpárti parlamentben egy kormány nem bírja a nagyobb párt bizalmát, akkor értelemszerűen elbukik, (pl. egy bizalmatlansági indítvány következtében) helyette pedig a többség (a nagyobb párt) akaratát végrehajtó kormány alakul. Egy kisebbségi kormány megalakulásához legalább három parlamenti tömörülés szükséges.
- Bár jogilag nem kizárt, de a radikális politikai irányvonalat vivő pártok nem képesek kisebbségi kormányt alakítani. A kisebbségi kormányt a politikai centrumban, vagy ahhoz közel elhelyezkedő pártok együttműködése teszi lehetővé. Minél közelebb helyezkedik egy párt a politikai centrumhoz, annál valószínűbb valamilyen szerepvállalása egy kisebbségi kormány felállása esetén.[1]  A politológia egyik magyarázata a kisebbségi kormányok jelenségére a megosztott ellenzék teória.[2] Ezen elgondolás szerint ha az ellenzék pártjai között nagyobb az ideológiai távolság, mint a kormánypárt és az egyes ellenzéki pártok között, akkor a kormányzó párt minden egyes ügyben más ellenzéki párttal összefogva időről időre biztosíthatja a parlamenti többséget. Ezt értelemszerűen csak a centrumban elhelyezkedő pártok tudják megtenni.

Kormánypárti oldalról:
- A kormánypárti oldalról meg kell lennie a meggyőződésnek, hogy a kisebbségi kormányzás legalább középtávon gyakorolható, azt az ellenzéki képviselők egy része tolerálni, illetve a szükséges mértékig támogatni fogja.
- Szintén feltétel, hogy a kormánypárt ne legyen érdekelt az előrehozott választásokban. Ha a kormánypárt azt gondolja, hogy a választásokon akár új, megerősített politikai felhatalmazást is kaphatna a választóktól, akkor egy előrehozott választás megtartásában lesz érdekelt. A kisebbségi kormány megalakulásának második feltétele, hogy a kormányzásra vállalkozó párt a kisebbségi kormányban való szerepvállalást előnyösebb helyzetet eredményezőnek tekintse az előrehozott választásnál.

Ellenzéki oldalról: 
- Az ellenzék egy része ne legyen érdekelt az előrehozott választásokban és hajlandó legyen kormány külső támogatójaként fellépni.
- Ha az ellenzék egy része nem a hatalmi pozíciók megszerzésére koncentráló (hivatalorientált), hanem ideológiai célkitűzéseinek érvényre juttatására törekvő politikát folytat, akkor eseti jelleggel a kormány támogatója lehet.[1]

## Példák kisebbségi kormányokra
Az ilyen kormányok nem ritkák az európai történelemben, de hatékony működéséről viták folynak.

### Csehország
- Az 1990-es években három egymást követő stabil kormányzat is kisebbségi kormányként működött. 1996-ban Václav Klaus jobboldali kormánykoalíciója bukott el a választásokon, a 200 fős parlamentben 99 küldöttet tudhatott maga mögött. Az ellenzék azonban megosztott volt. A szociáldemokraták mellett a kommunisták és a radikálisan jobboldali republikánus párt is bejutottak a parlamentbe. Klaus el akarta kerülni a radikális jobb- és baloldaliakkal való szövetkezést, ezért alkuba bocsátkozott a szociáldemokrata párttal. A négy hónaposra nyúló alku eredménye egy pártközi paktum lett, amelyben a szociáldemokraták vállalták, hogy az alkotmány esetleges módosításakor a kormánypártok 99 szavazatát a szükséges 138 szavazatig kipótolják, illetve a szociáldemokrata képviselők nem vesznek részt a Klaus-kormány ellen benyújtott bizalmatlansági indítványok szavazásán. Cserébe a kormánypártok támogatták, hogy a szociáldemokrata Miloš Zeman legyen a cseh parlament elnöke. A második Klaus-kormány egy évig működött, majd 1997 novemberében Klaus belebukott a pártjához érkezett pénzadományok körüli botrányba.
- A botrány után az időközben megerősödött szociáldemokraták már nem vállalták a jobboldali kormány támogatását, csak abba mentek bele, hogy szavazataikkal lehetővé teszik egy átmeneti kormány működését az 1998 júniusára előrehozott választásokig. Az újabb kisebbségi kormányt Josef Tošovský, korábbi jegybankelnök vezette és csak a szociáldemokraták győzelmével végződő választásig volt hivatalban.
- 1998-ban Miloš Zeman szociáldemokrata pártja a képviselői helyek 37%-át elnyerve vághatott bele a kormányalakításba. Zeman a hagyományos koalíciós politika eszközeivel megoldhatatlan helyzetben találta magát, pártja ugyan a legnagyobb lett, de a kormánykoalíciós társként egyedül szóba jöhető Kommunista párttal együtt sem tudtak volna parlamenti többséget a hátuk mögött. A zsákutcából kiutat a két legnagyobb párt megállapodása jelentette. A korábbi jobboldali miniszterelnök Klaus és Zeman megkötötte a röviden Ellenzéki szerződésnek nevezett paktumot. Ebben rögzítik, hogy Miloš Zeman szociáldemokrata pártja egyedül fogja kormányozni az országot, a kormányban más párt nem kap szerepet. A kormányzást Klaus jobbközép Polgári Demokrata Pártja kívülről támogatni fogja, bizalmatlansági indítványt nem kezdeményez és nem támogat. Cserébe a szociáldemokrata párt támogatja Klaus megválasztását a parlament elnöki székébe. A szerződés nyomán a jobbközép párt erős befolyást szerzett a szociáldemokrata kormányzatban, különösen a költségvetés előkészítése terén. A paktumban nem részes kispártok minden fórumon tiltakoztak a konzervatívok és szociáldemokraták kamarillapolitikának nevezett együttműködése ellen, hiába. Az ellenzéki szerződésre alapozott kisebbségi Zeman-kormány a 2002-es választásokig vezette az országot és kitöltötte négyéves mandátumát.
- A második Babiš-kormány kisebbségi koalícióját (ANO és ČSSD) az ellenzéki KSČM tolerálta, ebben a formátumban a kormányzat három és fél éven át működőképes maradt.

- Belgium
- Hollandia[3]
- Svédország

## Magyarországon
Magyarország 1989 utáni történelmében kisebbségi kormányzás lehetősége először 1992-ben merült fel. Akkor a Torgyán József vezette FKgP kilépett a kormánykoalícióból. A 44 fős kisgazdafrakció nélkül a kormánykoalíciónak nem volt meg a parlamenti többsége. A megoldást a kisgazdapárt hasadása hozta el. A kisgazdafrakció nagyobbik része elhatárolódott a párttól, 33 képviselő új képviselőcsoportot alakított és tovább támogatták a kormányt. Így a kormányzat meg tudta őrizni szűk többségét az Országgyűlésben. 
2001 őszén a újból felvetődött a kisebbségi kormányzás lehetősége. A kisgazdapárt válsága következtében az akkori Fidesz-MDF-FKgP koalíció látszólag elveszítette országgyűlési többségét. A kormányzó Fidesz a széthulló Kisgazdapárt Kisgazda Polgári Egyesületbe szerveződő képviselőivel, illetve a kormányzat támogatásáról megállapodást aláíró négy független képviselővel biztosította az első Orbán-kormány működéséhez szükséges 194 szavazatot. Ez a helyzet alig fél évig, a 2002-es választásokig tartott. 
A második Gyurcsány-kormány kisebbségi kormányzásának időszaka 2008. április 30-ával kezdődött, amikor az addig a kormányt támogató SZDSZ kilépett az MSZP-vel közös koalícióból. A szocialista párt komoly energiákat mozgósított, hogy a koalícióból távozó liberális képviselők szavazataival megőrizze a kormány többségét. Az SZDSZ ebben partner is volt, mivel a koalíciós szakítás idejére a liberális párt népszerűsége nagyon visszaesett, a kormány támogatása nélkül szükségessé váló előrehozott választáson a párt jó eséllyel kiesett volna az Országgyűlésből. Az SZDSZ kívülről támogatta Bajnai Gordon kormányát is, amely működésének teljes ideje alatt kisebbségi kormány volt. Az SZDSZ a külső támogató szerepben súlyos szervezeti és politikai válságba került, a 2010-es választásokon a párt jószerével már nem is tudott elindulni.